# Ribeiradio
Ribeiradio es una freguesia portuguesa del concelho de Oliveira de Frades, con 15,17 km² de superficie y 1.208 habitantes (2001). Su densidad de población es de 79,6 hab/km².

## Galería

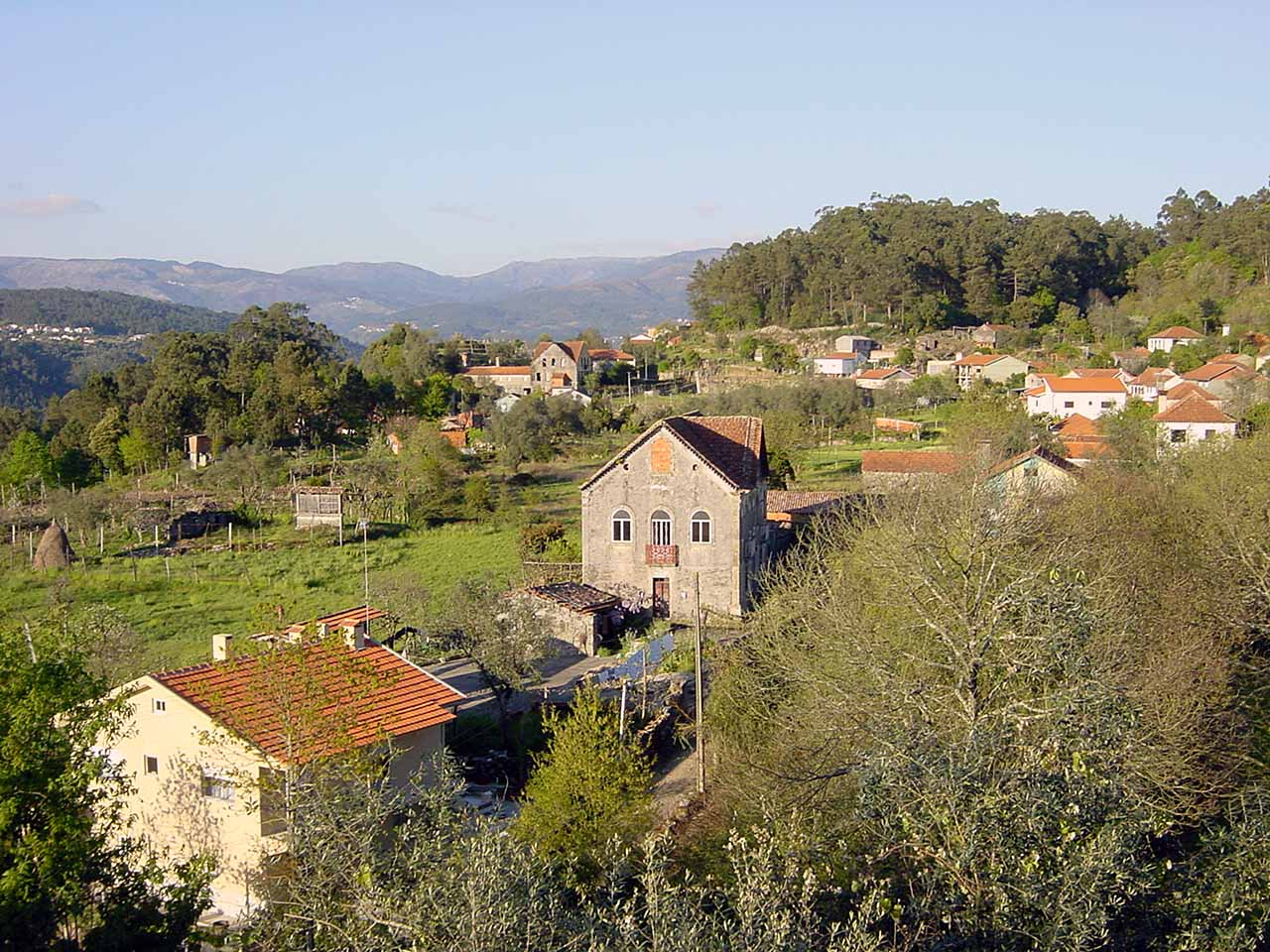
Vista de Riberadio.